# Williamston (Míchigan)
Williamston es una ciudad situada en el condado de Ingham, Míchigan, Estados Unidos. Tiene una población estimada, a mediados de 2023, de 3772 habitantes.

## Geografía
La localidad está ubicada en las coordenadas 42°41′0″N 84°17′1″O / 42.68333, -84.28361. Según la Oficina del Censo, tiene una superficie total de 6.53 km², de los cuales 6.35 km² corresponden a tierra firme y 0.18 km² están cubiertos de agua.

## Demografía
Según el censo de 2020, en ese momento había 3819 personas residiendo en la localidad. La densidad de población era de 601.42 hab./km². El 90.29% de los habitantes eran blancos, el 0.92% eran afroamericanos, el 0.29% eran amerindios, el 1.07% eran asiáticos, el 1.36% eran de otras razas y el 6.07% eran de una mezcla de razas. Del total de la población, el 3.98% eran hispanos o latinos de cualquier raza.